# Moscas en la Casa
«Moscas en la Casa» (укр. «Мухи в будинку») — сьомий сингл колумбійської співачки Шакіри з альбому «¿Dónde están los ladrones?», що вийшла у 1999 року на лейблі Sony Latin. Пісня вийшла тільки для радіо, тому навіть немає відеокліпу до неї.

## Інформація
У пісні Шакіра розповідає про свою печаль, яку вона відчуває після розриву стосунків.

## Список композицій
1. «Moscas En La Casa» (тропічна версія)
2. «Moscas En La Casa» (танцювальний ремікс)
3. «Moscas En La Casa» (радіо ремікс)

## Чарти
| Чарт                           | Найвища позиція |
| ------------------------------ | --------------- |
| US Latin Songs (Billboard)     | 25              |
| US Latin Pop Songs (Billboard) | 10              |